# 倉橋交通
有限会社倉橋交通（くらはしこうつう）は、広島県呉市倉橋町（倉橋島内）に本社を置く企業である。タクシー事業、貸切バス事業を営む。PASPY加盟事業者。日本バス協会（広島県バス協会）の会員である。
タクシー事業のほか、呉市のコミュニティバス「呉市生活バス」のうち、倉橋地区（旧倉橋町域）で運行する「呉市倉橋地区生活バス」（旧・倉橋町営バス、廃止代替バス）の運行を受託している。
2022年6月現在、 倉橋交通の公式ウェブサイトは開設されていない。

## 車両

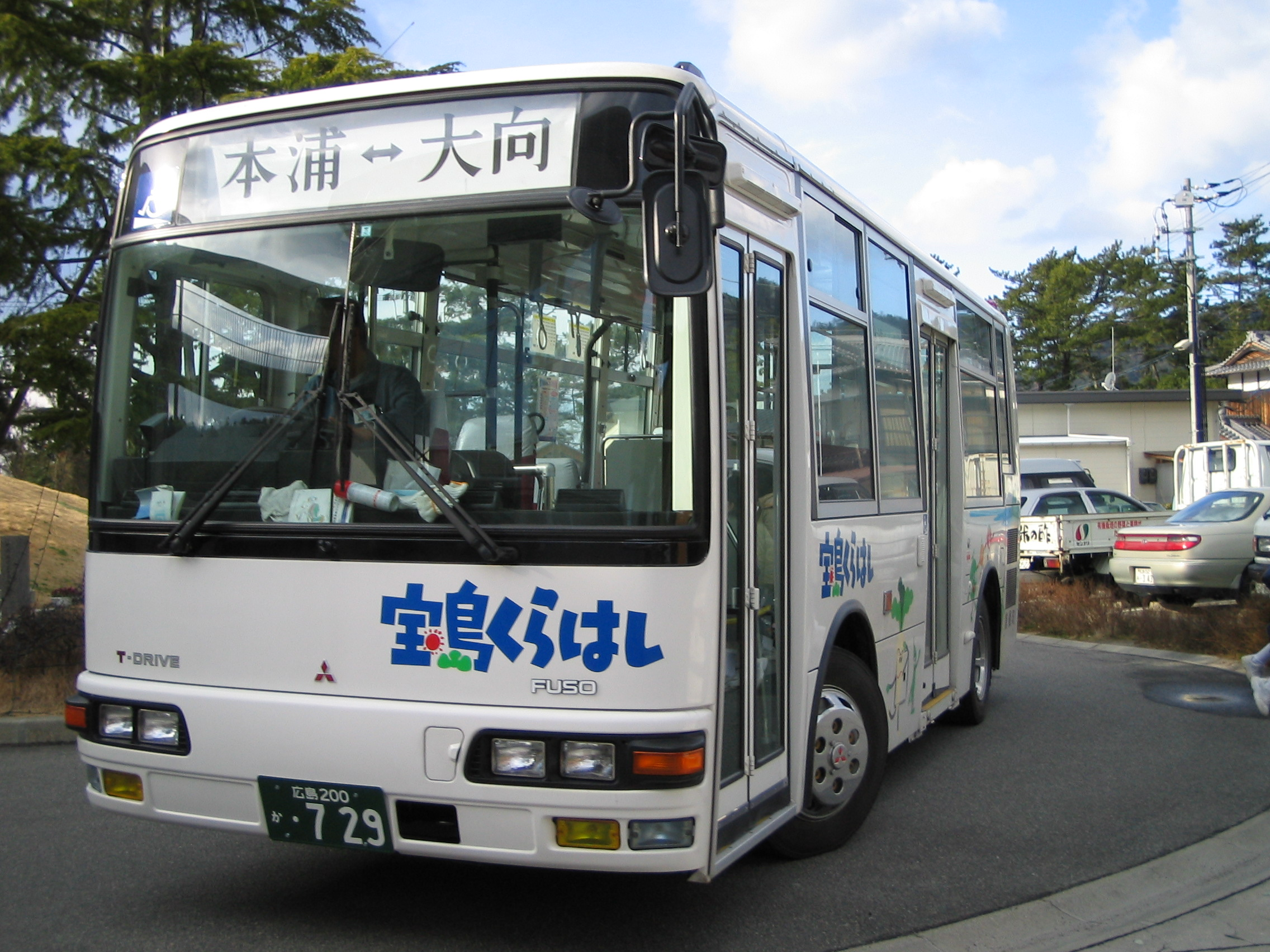
呉市倉橋地区生活バスの車両 本浦 - 大向線（当時）の車両（2005年）
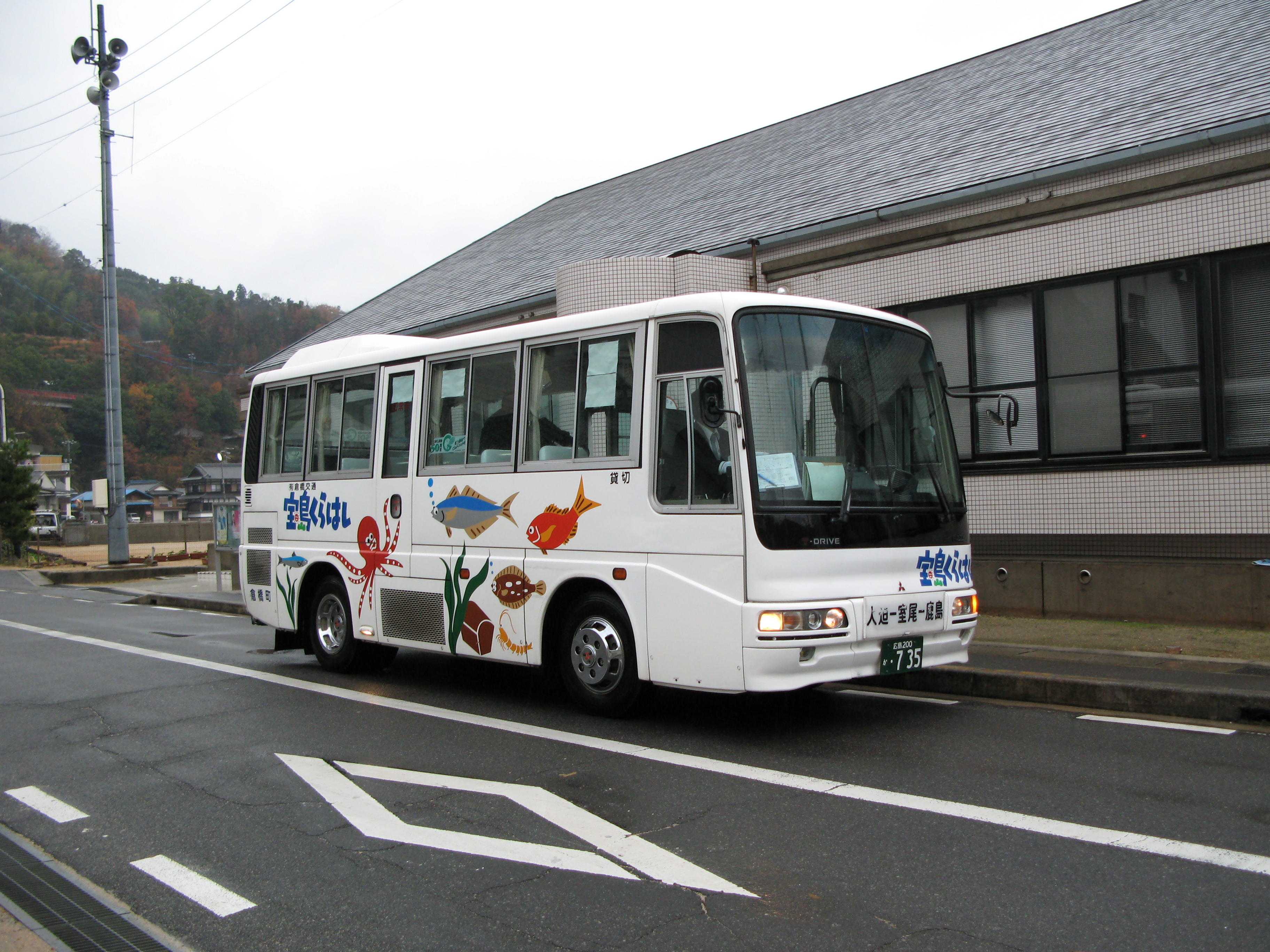
呉市倉橋地区生活バスの車両 室尾 - 鹿島（宮ノ口）線（当時）の車両（2007年）
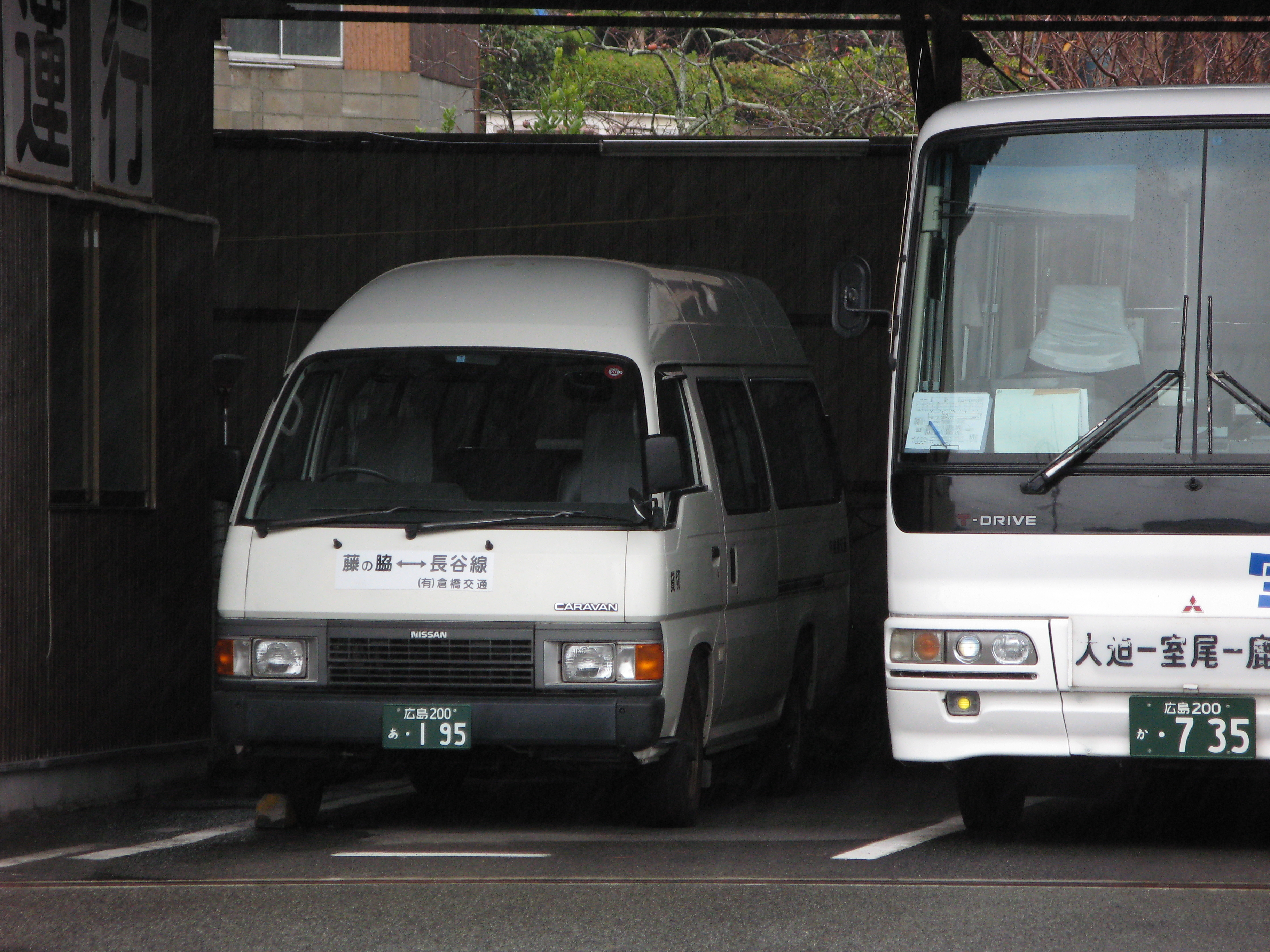
呉市倉橋地区生活バスの車両 藤の脇 - 長谷線（当時）の車両（2007年）